# Apaegocera
Apaegocera là một chi bướm đêm thuộc họ Noctuidae.

## Các loài
- Apaegocera argyrogramma Hampson, 1905
- Apaegocera aurantipennis Hampson, 1912